# Электромагнитный расходомер
Электромагнитный расходомер — измерительный прибор, предназначенный для измерения объемного или массового расхода жидкостей, в основе работы которого лежит закон электромагнитной индукции Фарадея. Получил распространение для измерения расхода воды, водных растворов и суспензий.
Достоинства электромагнитных расходомеров — отсутствие гидродинамического сопротивления, отсутствие подвижных механических элементов.

## Принцип действия
Согласно закону электромагнитной индукции Фарадея, в проводнике, движущемся в магнитном поле, индуцируется электродвижущая сила (ЭДС), пропорциональная скорости движения проводника. Вектор напряжённости электрического поля этой ЭДС перпендикулярен направлению движения проводника и вектору магнитного поля.
Если заменить проводник потоком проводящей жидкости, текущей между полюсами магнита, то величина ЭДС, наведённая в жидкости по закону Фарадея, будет пропорциональна скорости потока жидкости:
{\displaystyle E=k\cdot B\cdot D\cdot v,}
где {\displaystyle E} — наведённая ЭДС,
{\displaystyle k} — некоторый коэффициент пропорциональности,
{\displaystyle B} — индукция магнитного поля,
{\displaystyle D} — диаметр трубы,
{\displaystyle v} — скорость потока.
Принцип такого измерения расхода жидкости был предложен ещё самим Фарадеем. Однако измерители скорости потока воды с постоянными магнитами не получили существенного практического распространения ввиду существенных недостатков:
- Возникновение значительной электрохимической ЭДС на электродах, которые погружали в воду для измерения индуцированной магнитом ЭДС. Электрохимические процессы приводили к значительным паразитным напряжениям между электродами и невозможности отличить паразитную электрохимическую ЭДС от индуцированной.
- Налипания ферромагнитного мусора на постоянные магниты.

Впоследствии постоянный магнит заменили электромагнитом, создающим переменное магнитное поле. Переменное магнитное поле порождает переменную индуцированную движением жидкости ЭДС, что позволяло отделить полезный переменный сигнал от паразитной постоянной электрохимической ЭДС.
Труба в зоне измерения расходомера (длина участка 2..5 диаметров трубы) выполняется из непроводящего немагнитного материала. Чаще всего делается футеровка (вставка) из инертных пластиков (типа фторопласта, полиэтилена) в трубу из нержавеющей стали. Иногда труба целиком делается пластиковой. Для уменьшения турбулентности потока в зоне измерения рекомендуется монтировать расходомер в прямолинейные участки без изменения сечения на протяжении 5..10 диаметров трубы до и после расходомера.

## Метрологические характеристики
Погрешность данных приборов определяется в основном погрешностями их градуировки и измерения разности потенциалов Е.
Существенным и основным недостатком электромагнитных расходомеров с постоянным электромагнитом, ограничивающим их применение для измерения потоков со слабыми пульсациями, является поляризация измерительных электродов, при которой изменяется сопротивление преобразователя, а следовательно, появляются существенные дополнительные погрешности. Поляризацию уменьшают, применяя электроды из специальных материалов (угольные, каломелевые) или специальные коррозионно-стойкие покрытия для электродов (платиновые, танталовые). Такие расходомеры зачастую требуют каждодневного технического ухода (регулировки нуля, настройки и т. п.).
В расходомерах с переменным магнитным полем явление поляризации электродов отсутствует, однако появляются другие эффекты, также искажающие полезный сигнал:
- трансформаторный эффект, когда на витке, образуемом жидкостью, находящейся в трубопроводе, электродами, соединительными проводами и вторичными приборами наводится трансформаторная ЭДС, источником которой является обмотка электромагнита или внешние синхронные наводки (например, от соседних расходомеров). Для их компенсации в измерительную схему прибора вводят компенсирующие цепи или питают электромагнит переключаемым постоянным током.
- ёмкостный эффект, возникающий из-за большой разности потенциалов между системой возбуждения магнитного поля и электродами и паразитной ёмкости между ними (соединительные провода и т. п.). Для борьбы с этим эффектом применяется тщательная экранировка.

## Достоинства и недостатки метода
Первичные преобразователи электромагнитных расходомеров не имеют частей, выступающих внутрь трубопровода (электроды устанавливаются заподлицо со стенкой трубопровода), сужений или изменений профиля. Благодаря этому гидравлические потери на приборе минимальны. Кроме того, преобразователь расходомера и технологический трубопровод можно чистить и стерилизовать без демонтажа. Поэтому эти расходомеры используют в биохимической и пищевой промышленности, где доминирующими являются требования к стерильности среды. Отсутствие полых углублений исключает застаивание и коагулирование измеряемого продукта.
На показания электромагнитных расходомеров не влияют физико-химические свойства измеряемой жидкости (вязкость, плотность, температура и т. п.), если они не изменяют её электропроводность.
Конструкция первичных преобразователей позволяет применять новейшие изоляционные, антикоррозийные и другие покрытия, что даёт возможность измерять расход агрессивных и абразивных сред. В специальных расходомерах с переменным магнитным полем электроды также могут быть изолированы от жидкости, образуя конденсатор в измерительной цепи.
Метод чувствителен к неоднородностям (пузырькам), турбулентности потока, неравномерности распределения скоростей потока в сечении канала.
Метод чувствителен к паразитным токам заземления протекающим по трубе. Поэтому при риске возникновения таких токов участки перед и после расходомера делаются из металлической трубы с тщательным электрическим соединением участков для минимизации паразитных токов через воду в районе расходомера.
Расходомеры (особенно с постоянными магнитами) могут забивать сечение трубы металлическим мусором удерживаемым магнитной системой расходомера. Для борьбы с этим явлением расходомеры с электромагнитами периодически отключаются на короткое время чтобы поток воды унес мусор.
Отмеченные преимущества и обеспечили достаточно широкое распространение электромагнитных расходомеров, несмотря на их относительную конструктивную сложность.
Электромагнитные расходомеры применяют для измерения очень малых (3 • 10−9 м3/с) расходов (например, для измерения расхода крови по кровеносным сосудам) и больших расходов жидкостей (3 м3/с). Причём диапазон измерения расходомера одного типоразмера достигает значения 1000:1.
Электромагнитные расходомеры непригодны для измерения расхода газов, а также жидкостей с электропроводностью менее 10−3—10−5 См/м (10−5—10−7 Ом−1•см−1), например, лёгких нефтепродуктов, спиртов и т. п. Применение разрабатываемых в настоящее время специальных автокомпенсирующих устройств позволит существенно снизить требования к электропроводности измеряемых сред и создать электромагнитные расходомеры для измерения расхода любых жидкостей, в том числе и нефтепродуктов.

## Применение
Наибольшее применение электромагнитные расходомеры нашли в учёте водных и энергетических ресурсов (в частности, в отопительных системах).
Электромагнитные расходомеры широко применяют в металлургической, биохимической и пищевой промышленности, в строительстве и руднообогатительном производстве, в медицине, так как они малоинерционны по сравнению с расходомерами других типов. Расходомеры незаменимы в тех процессах автоматического регулирования, где запаздывание играет существенную роль, или при измерении быстро меняющихся расходов.
Основные отличия промышленных электромагнитных расходомеров:
- Наличие трёх видов присоединения к трубопроводу — в дополнение к фланцевому и сэндвич, используется штуцерное соединение, используемое в пищевой промышленности («молочная гайка» и аналогичные).
- Специальные материалы для электродов, при использовании расходомера в химической промышленности и/или для агрессивных сред — титан, тантал.
- Защищённое исполнение (искробезопасная электрическая цепь, кабельные вводы для обеспечения требуемой степени защиты оболочки).
- Наличие промышленных интерфейсов для включения расходомеров в информационную систему технологических процессов.